# 결정 트리

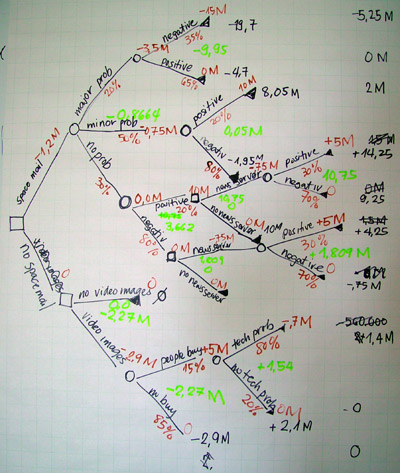
결정 트리의 한 예

결정 트리(decision tree)는 의사 결정 규칙과 그 결과들을 트리 구조로 도식화한 의사 결정 지원 도구의 일종이다. 결정 트리는 운용 과학, 그 중에서도 의사 결정 분석에서 목표에 가장 가까운 결과를 낼 수 있는 전략을 찾기 위해 주로 사용된다.

## 개요
결정 트리는 3가지 종류의 노드로 구성된다:
1. 결정 노드(decision node): 사각형으로 보통 표시함
2. 기회 노드(chance node): 원으로 보통 표시함
3. 종단 노드(end node): 삼각형으로 보통 표시함

### 영향력 다이어그램

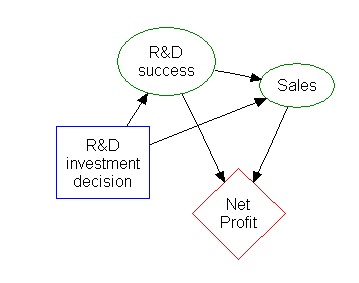
왼쪽의 사각형은 결정을, 타원형은 조치를, 다이아몬드는 결과를 나타낸다.